# ویکتوریا سیتی

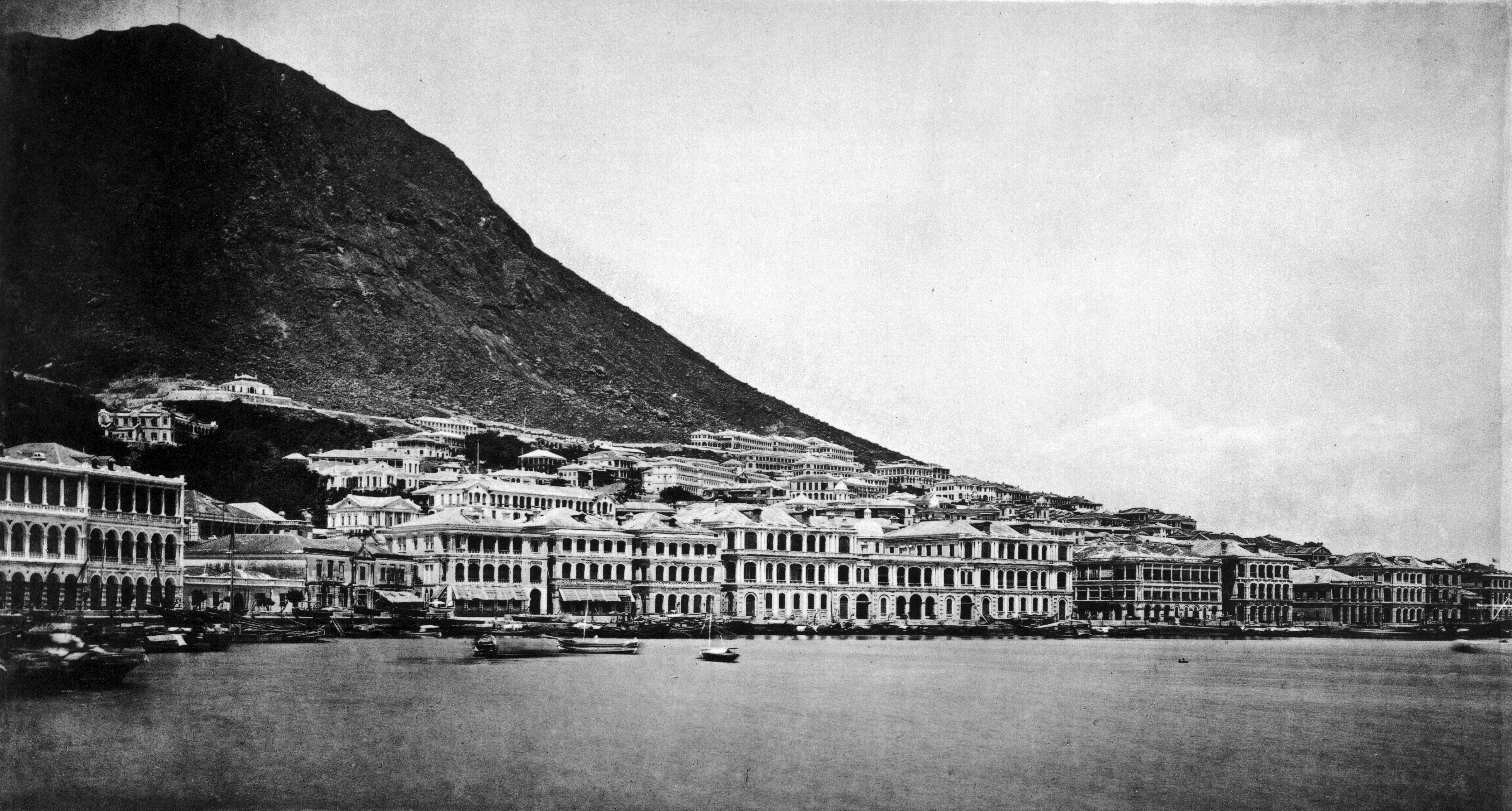
تصویری قدیمی از ویکتوریا سیتی.

ویکتوریا سیتی یا شیانگ گانگدائو یک منطقه شهری در کشور چین و در منطقه هنگ کنگ است. این شهر که بیشتر با نام ویکتوریا سیتی شناخته می‌شود یکی از نخستین مناطق هنگ کنگ بود که پس از اشغال توسط بریتانیا در سال ۱۸۴۲ به‌صورت منطقه مسکونی و شهری درآمد. امروزه این شهر، بخشی از کلانشهر هنگ کنگ به حساب می‌آید. جمعیت آن در سال ۲۰۰۸ میلادی ۱٬۳۱۰٬۲۷۲ نفر برآورد شده است.